# دید بازتابنده

نمایی از دید بازتابنده تفنگ آزاد Mark III، که برای نخستین بار در سال ۱۹۴۳ تولید شد، در تفنگ‌های ارتش بریتانیا، تفنگ‌های دریایی، و به عنوان دید خلبان و دید تفنگ دفاعی در هواپیما استفاده شد. تصویر شبکیه در این منظره توسط یک کولیماتور نوری که از یک تقسیم‌کننده پرتو بازتاب شده‌است، تولید می‌شود. نقطه روی هدف باقی می‌ماند، حتی اگر سر بیننده به سمت دیگر حرکت کند.

دید بازتابنده (به انگلیسی: Reflector sight) یا دید بازتابی (reflex sight) یک دید نوری است که به کاربر اجازه می‌دهد تا از طریق یک عنصر شیشه‌ای نیمه‌بازتابنده نگاه کند و یک برجستگی روشن از یک نقطه هدف یا برخی تصویر دیگر را که روی میدان دید قرار گرفته‌است ببیند. این مناظر بر اساس اصل نوری ساده کار می‌کنند که هر چیزی که در کانون عدسی یا آینه منحنی قرار گیرد (مانند یک شبکه نورانی) به نظر می‌رسد که در بی‌نهایت جلوی بیننده نشسته‌است. مناظر بازتابنده از نوعی «بازتابنده» استفاده می‌کنند تا به بیننده اجازه دهند که تصویر بی‌نهایت و میدان دید را به‌طور همزمان ببیند، یا با بازتاب دادن تصویر ایجادشده توسط عدسی از صفحه شیشه‌ای مایل، یا با استفاده از یک شیشه منحنی عمدتاً شفاف. یک بازتابنده از مشبک تصویر می‌گیرد، در حالی که بیننده از طریق بازتابنده نگاه می‌کند. از آنجایی که مشبک در بی‌نهایت قرار دارد، بدون توجه به موقعیت چشم بیننده، با دستگاهی که بینایی به آن وصل شده‌است، در یک راستا باقی می‌ماند و بسیاری از اختلاف‌منظر و دیگر خطاهای دید موجود در دستگاه‌های دید ساده را حذف می‌کند.

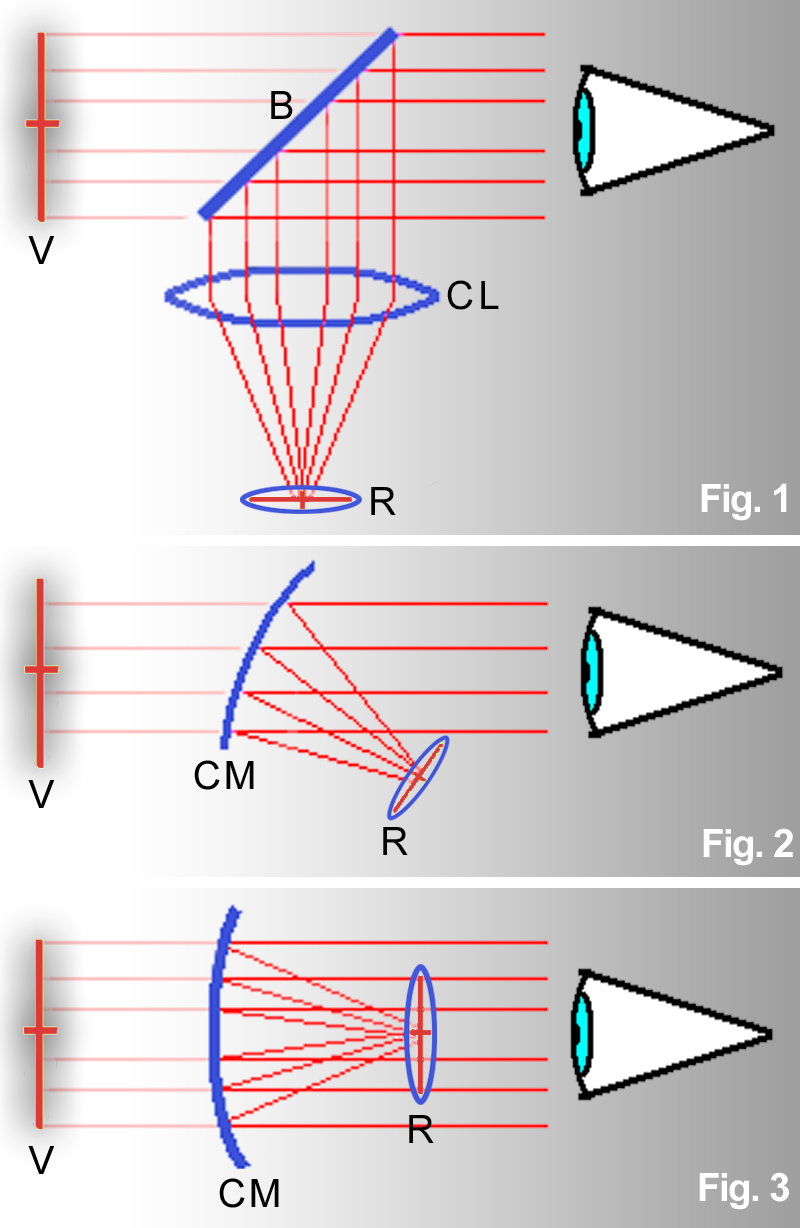
نمودار سه نوع دید بازتابنده. قسمت بالایی از یک لنز همساز (CL) و یک تقسیم‌کننده پرتو (B) برای ایجاد یک تصویر مجازی در بی‌نهایت (V) از یک شبکه (R) استفاده می‌کند. دو آینه پایینی از آینه‌های خمیده نیمه‌نقره‌ای (CM) به عنوان اپتیک همسو استفاده می‌کنند.

از دیگر کاربردهای نماهای بازتابنده می‌توان به مناظر روی تجهیزات نقشه‌برداری، کمک‌های اشاره‌گر تلسکوپ نوری و نمایاب دوربین اشاره کرد.